# Benfuracarb
Benfuracarb ist ein Wirkstoff zum Pflanzenschutz und eine organische chemische Verbindung aus der Gruppe der Carbamate und Benzofurane.

## Gewinnung und Darstellung
Benfuracarb kann durch Reaktion von Carbofuran mit Schwefeldichlorid und anschließende Reaktion mit β-Alanin-N-(1-methylethyl)-ethylester gewonnen werden.

## Eigenschaften
Benfuracarb ist eine braun-rote, viskose, nur sehr schwer entzündliche Flüssigkeit, die praktisch unlöslich in Wasser ist. Sie zersetzt sich bei einer Temperatur von über 225 °C.

## Verwendung
Benfuracarb wird als Insektizid bei Zitrusfrüchten, Mais, Reis, Zuckerrüben und Gemüse verwendet und wirkt unter anderem gegen Chrysomelidae, Elateridae, Aphididae. Die Wirkung erfolgt durch Hemmung der Cholinesterase.

## Zulassung
In den EU-Staaten wie Deutschland und Österreich sowie in der Schweiz ist kein Pflanzenschutzmittel zugelassen, das den Wirkstoff Benfuracarb enthält.